# دولت ارمنستان
دولت جمهوری ارمنستان (ارمنی: Հայաստանի Հանրապետության Կառավարություն) یا شاخه اجرایی دولت ارمنستان شورای اجرایی هیئت وزیران در ارمنستان می‌باشد و یکی از سه شاخه اصلی دولت ارمنستان می‌باشد و توسط نخست‌وزیر ارمنستان هدایت می‌شود.

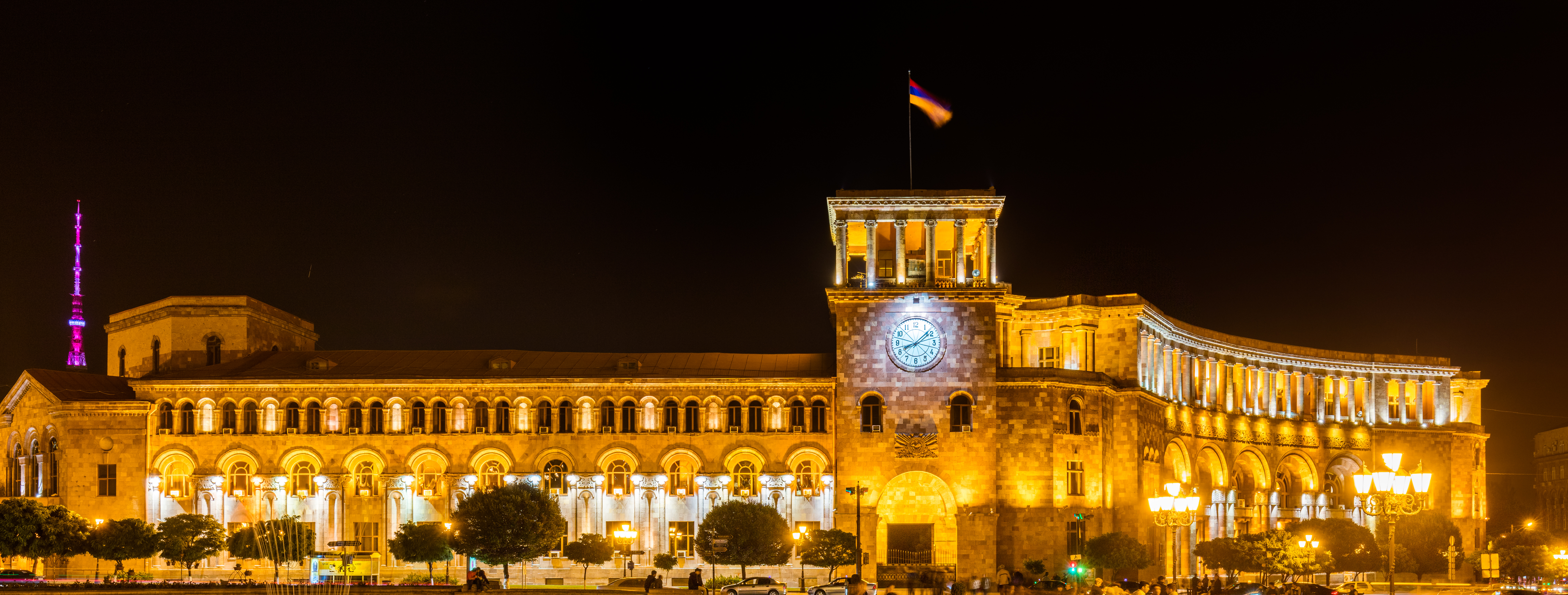
محل اقامت نخست وزیر

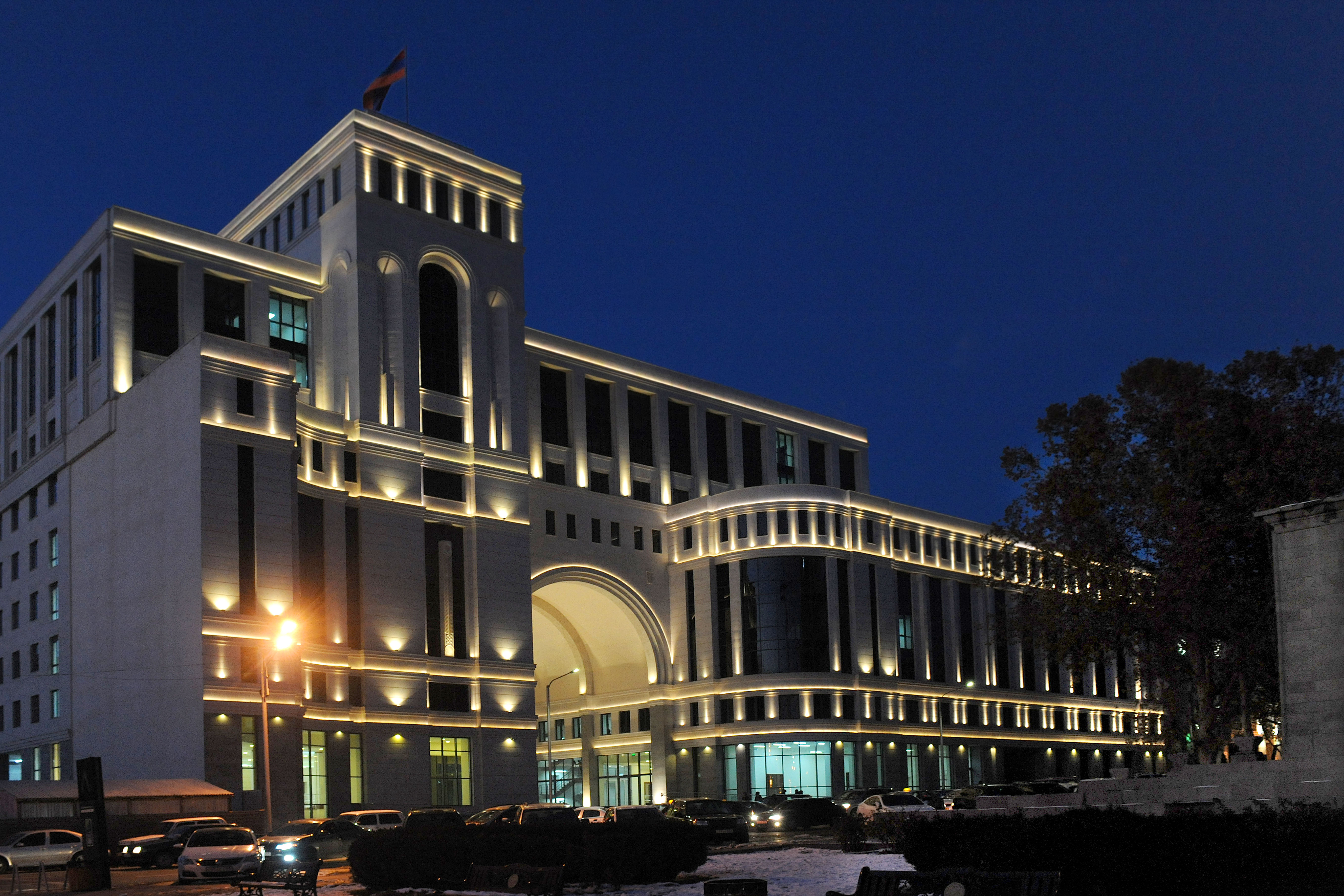
New government building housing several ministries

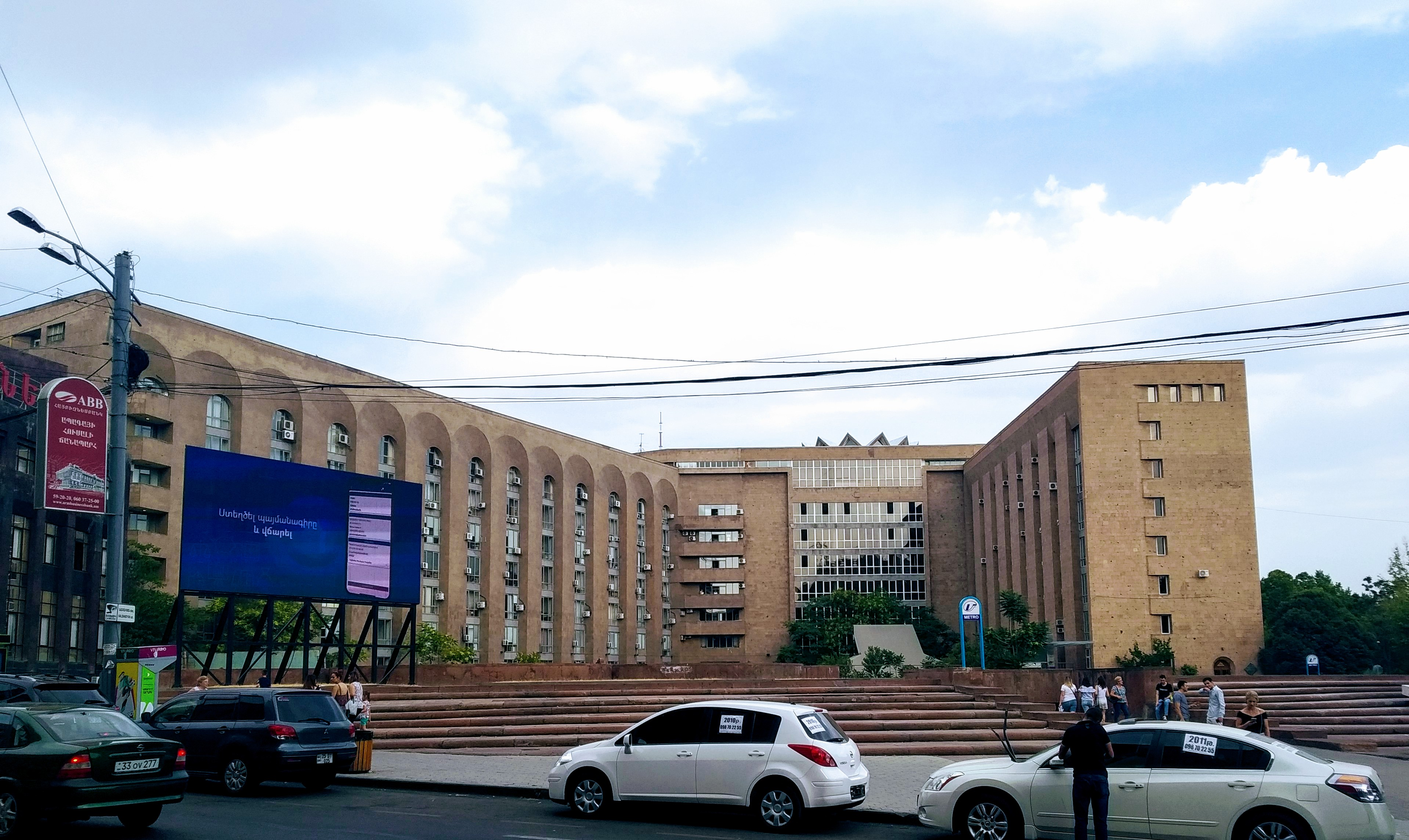
Government building no.3 housing several ministries